# Amashova Durban Classic
La Amashova Durban Classic o Amashova National Classic, coneguda també anteriorment com a Pick n Pay Amashovashova National Classic, és una competició ciclista d'un dia que es disputa anualment als voltants de Durban (Sud-àfrica). La cursa, creada el 1986, és de categoria amateur, i només formà part de l'UCI Africa Tour l'any 2008.

## Palmarès
| Any  | Vencedor                | Segon                 | Tercer                      |
| ---- | ----------------------- | --------------------- | --------------------------- |
| 1986 | Johnny Koen             | Alan Wolhuter         | Gary Beneke                 |
| 1987 | Johnny Koen             | Jannie van der Berg   | Robbie McIntosh             |
| 1988 | Willie Engelbrecht      | Mark Beneke           | Robbie McIntosh             |
| 1989 | Willie Engelbrecht      | Mark Beneke           | Neil Crosthwaite            |
| 1990 | Willie Engelbrecht      | Steven Wolhuter       | Johnny Koen                 |
| 1991 | Malcolm Lange           | Willie Engelbrecht    | Andrew McLean               |
| 1992 | Fransie Kruger          | Andrew McLean         | Malcolm Lange               |
| 1993 | Willie Engelbrecht      | Malcolm Lange         | Jac-Louis van Wyk           |
| 1994 | Fransie Kruger          | Malcolm Lange         | Andrew McLean               |
| 1995 | Malcolm Lange           | Willie Engelbrecht    | Nicholas White              |
| 1996 | Anul·lada pel mal temps |                       |                             |
| 1997 | Jock Green              | Andrew McLean         | Nicholas White              |
| 1998 | Malcolm Lange           | Douglas Ryder         | Jacques Fullard             |
| 1999 | Nicholas White          | Jeremy Maartens       | Malcolm Lange               |
| 2000 | Neil MacDonald          | Ian McLeod            | James Perry                 |
| 2001 | Malcolm Lange           | Robert Hunter         | Nicholas White              |
| 2002 | Malcolm Lange           | Robert Hunter         | Nicholas White              |
| 2003 | Neil MacDonald          | Ian McLeod            | Malcolm Lange               |
| 2004 | Jacques Fullard         | Nolan Hoffman         | Antonio Salome              |
| 2005 | Herman Fouche           | Juan van Heerden      | Jacques Fullard             |
| 2006 | Robert Hunter           | Nolan Hoffman         | Jacques Fullard             |
| 2007 | Christoff Van Heerden   | Herman Fouche         | Daryl Impey                 |
| 2008 | Malcolm Lange           | Aaron Brown           | Reinardt Janse Van Rensburg |
| 2009 | Arran Brown             | Malcolm Lange         | Christoff Van Heerden       |
| 2010 | Arran Brown             | Malcolm Lange         | Tyler Day                   |
| 2011 | Nolan Hoffman           | Herman Fouche         | Dean Edwards                |
| 2012 | Johann Rabie            | Johannes Kachelhoffer | Jason Bakke                 |
| 2013 | Nolan Hoffman           | Tyler Day             | Herman Fouche               |
| 2014 | Nolan Hoffman           | Meron Teshome         | Ryan Gibbons                |
| 2015 | Nolan Hoffman           | Clint Hendricks       | Willie Smit                 |
| 2016 | Nolan Hoffman           | Tyler Day             | Willie Smit                 |
| 2017 | Nolan Hoffman           | Clint Hendricks       | Ryan Harris                 |
| 2017 | Nolan Hoffman           | Clint Hendricks       | Ryan Harris                 |
| 2018 | Nolan Hoffman           | Rohan du Plooy        | Ryan Harris                 |
| 2019 | Hendrik Kruger          | Chris Jooste          | Dylan Girdlestone           |
| 2020 | No organitzada          |                       |                             |
| 2021 | Tyronne White           | Reece van Straaten    | Warren Moolman              |
| 2022 | Marc Pritzen            | Travis Stedman        | Eric Kros                   |